# デジパック

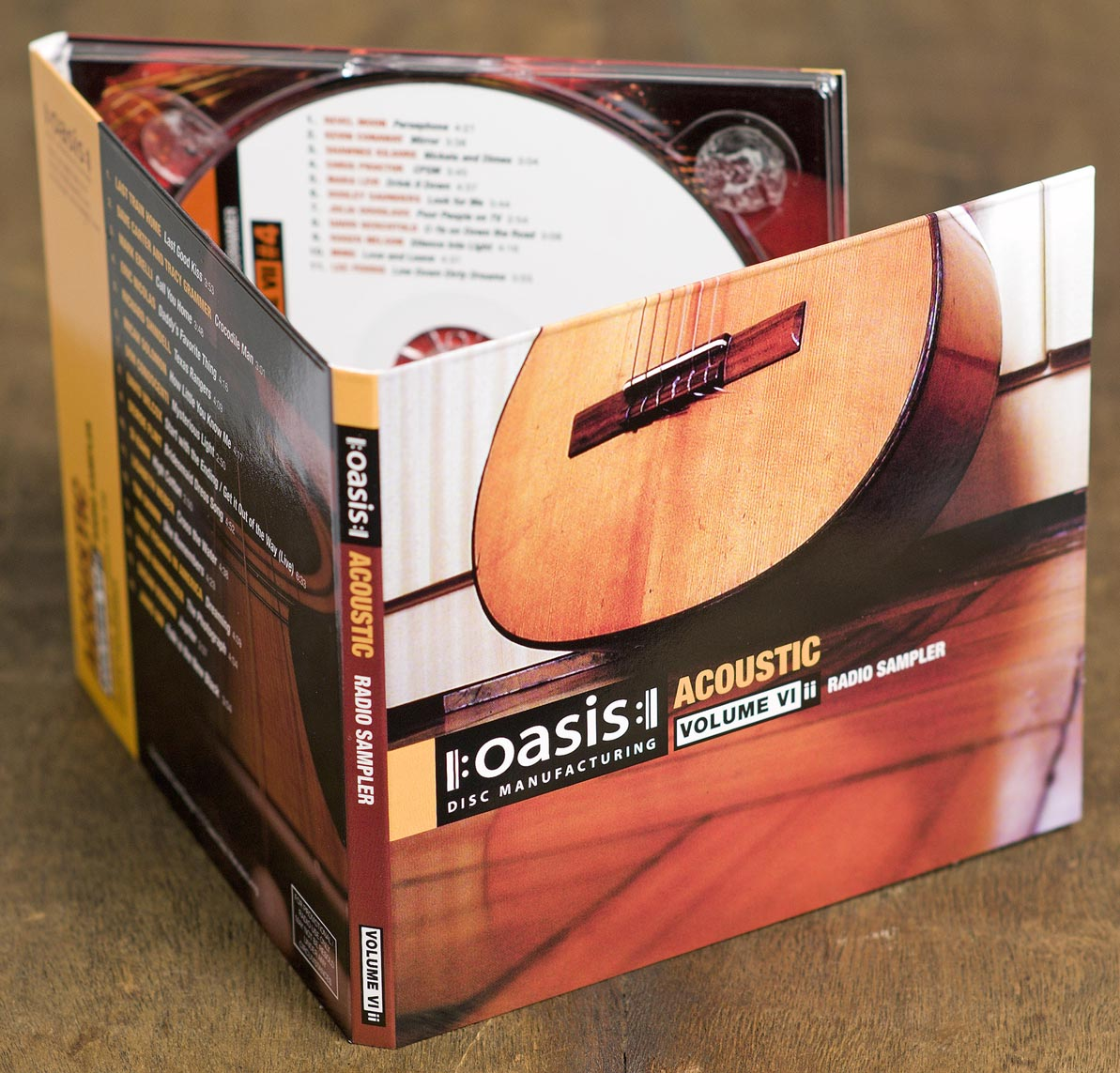
例:6パネルデジパック

デジパック (Digipak) は、CDのパッケージング仕様の方式である。厚紙の台紙にプラスティック製のトレーを貼り付けるのが大きな特徴である。
アメリカ合衆国AGIの特許。商標登録は運営元の米MeadWestvaco社。厳密に言えばDVDのデジパックはDVDigipakという別の商標であるが、通常はデジパックと言えばDVDigipakも含む。
日本においては、ジャパンスリーブ社が米AGI社からのサブライセンス供与により、1987年に日本国内での生産を開始した。
「デジパック」の商標は2000年にアメリカ合衆国のパッケージング規格団体AGIによって提案され、運営元のパッケージング会社MeadWestvaco社によって名付けられた。

## 特徴
従来の規格に捉われることがないため、観音開き (gatefold) にできたり、より多くの歌詞カードや解説ブックレット、写真集を収納できるなどの利点がある。
一方で、通常のプラスチックパッケージよりもデジパックの方が原価が高いことから、コスト面から採用を断念せざるを得ない場合も多いとされる。
また、ディスクを固定するツメが破損した場合、通常のプラスチックパッケージの様に容易に交換することが出来ないというデメリットも大きい。